# Погреб (фильм)
«Погреб» (англ. The Vault) — американский фильм ужасов 2000 года режиссёра Джеймса Блэка. Фильм снимался в реальной атмосфере и окружении заброшенного здания, съёмочная группа лишь «приукрасила» помещения здания некоторой сопутствующей атрибутикой (паутина). Однако в здании было довольно много пыли, в связи с чем участникам съёмочной группы приходилось ходить в респираторах.

## Сюжет
Здание старой школы, которому несколько столетий, уже давно подлежит сносу. Однако её стены хранят нечто интересное. Группа студентов вместе со своим преподавателем отправляется в это здание в поисках исторических артефактов. На пути студентов встаёт охранник, пропустивший их с наказом обходить стороной подвал. Однако из подвала доносятся странные звуки и студенты решили всё-таки открыть дверь ведущую в тёмный зловещий подвал, не догадываясь о том, что они выпустили на волю дух злого колдуна.

## В ролях
| Актёр            | Роль     |
| ---------------- | -------- |
| Джеймс Блэк      | Брэдбери |
| Майкл Кори Дэвис | Кайл     |
| Шэйни Прайд      | Дизери   |
| Остин Пристер    | Уилли    |